# Ndoucoumane
Le Ndoucoumane (ou Ndoukoumane ou Ndukumaan) est une ancienne province du Royaume du Saloum, dans l'ouest du Sénégal.
Cette province était dirigée par le clan des Ndao, originaire du Njarmeew, où était situé l'ancien Royaume du Namandirou. Mbegan Ndour (en), premier Maad Saloum, donna la province à Waly Mberu Mbacké Ndao, pour le remercier de son aide dans plusieurs de ses conquêtes. Dans cette province vivaient diverses tribus, dont les Sérères et les Mandingues, puis les Wolofs et les Peuls. La plupart des familles de cette localité sont originaires du Djolof. Au Saloum, le Ndoucoumane était l'une des provinces les plus puissantes. Désignation du successeur par le roi parmi ses fils, Nabou Safie N'dao, a donner naissance a 7 enfants. Le fils ou fille aîné(e) devient roi ou reine lors du décès ou du renoncement au trône de celui-ci. Tout de même le royaume du Sine a été incorporé dans Sénégal indépendant en 1969. 